# Palaisioscaria calosoma
Palaisioscaria calosoma är en insektsart som först beskrevs av Günther, K. 1934.  Palaisioscaria calosoma ingår i släktet Palaisioscaria och familjen torngräshoppor. Inga underarter finns listade i Catalogue of Life.